# محمد اقبال (پرتاب‌گر چکش)
محمد اقبال (انگلیسی: Muhammad Iqbal؛ زادهٔ ۱۲ ژوئیهٔ ۱۹۲۷) پرتاب‌گر چکش اهل پاکستان است.